# Enicospilus fogdenorum
Enicospilus fogdenorum là một loài tò vò trong họ Ichneumonidae.